# بهاری، بنگلادش
بهاری  روستایی در استان چیتاگونگ در بنگلادش است که در ناحیه چاندپور واقع شده‌است.